# Strut (Lenny Kravitz)
| Recensione | Giudizio |
| ---------- | -------- |
| AllMusic   |          |

Strut è il decimo album in studio del cantautore statunitense Lenny Kravitz, pubblicato il 23 settembre 2014.

## Tracce
Tutte le tracce sono scritte da Lenny Kravitz, eccetto Ooo Baby Baby.
1. Sex – 3:55
2. The Chamber – 4:57
3. Dirty White Boots – 3:58
4. New York City – 6:23
5. The Pleasure and the Pain – 5:09
6. Strut – 3:10
7. Frankenstein – 4:35
8. She's a Beast – 4:43
9. I'm a Believer – 3:17
10. Happy Birthday – 4:57
11. I Never Want to Let You Down – 4:38
12. Ooo Baby Baby – 3:40 (Smokey Robinson, Warren Moore)

## Formazione
- Lenny Kravitz - voce, chitarre, mellotron, basso, clavinet, campanaccio, congas, batteria, glockenspiel, organo Hammond B3, battimani, armonica, moog, organo, pianoforte, tamburello
- Craig Ross - chitarre, battimani
- James "D. Train" Williams - cori
- Cindy Mizelle - cori
- Tawatha Agee - cori
- Dave Baron - programmazione synth
- Harold Todd - sax
- Ludovic Louis - tromba
- Kenji Bunch - viola
- David Bowlin - violino
- Darrett Adkins - violoncello
- Mali Hunter - battimani
- Tom Edmonds - recording engineer
- Bob Clearmountain - battimani, missaggio
- Bob Ludwig - masterizzazione

## Classifiche
| Classifica (2014)         | Posizione massima |
| ------------------------- | ----------------- |
| Australia                 | 31                |
| Austria                   | 3                 |
| Belgio (Fiandre)          | 5                 |
| Belgio (Vallonia)         | 5                 |
| Canada                    | 20                |
| Danimarca                 | 13                |
| Finlandia                 | 6                 |
| Francia                   | 3                 |
| Germania                  | 2                 |
| Italia                    | 3                 |
| Norvegia                  | 26                |
| Paesi Bassi               | 7                 |
| Polonia                   | 4                 |
| Portogallo                | 6                 |
| Regno Unito               | 21                |
| Repubblica Ceca           | 8                 |
| Spagna                    | 9                 |
| Stati Uniti               | 19                |
| Stati Uniti (independent) | 3                 |
| Stati Uniti (rock)        | 6                 |
| Svizzera                  | 2                 |